# Biosensors and Bioelectronics
Biosensors and Bioelectronics (abrégé en Biosens. Bioelectron.) est une revue scientifique à comité de lecture. Ce mensuel publie des articles de recherches originales concernant les biosenseurs et la bioélectronique.
D'après le Journal Citation Reports, le facteur d'impact de ce journal était de 10,618 en 2020. Actuellement, le directeur de publication est A. P. F. Turner (Université de Cranfield, Royaume-Uni).

## Histoire
Au cours de son histoire, le journal a changé de nom :
- Biosensors, 1985-1989  (ISSN 0265-928X)[3]
- Biosensors & Bioelectronics, 1990-en cours  (ISSN 0956-5663)